# Păpușile Muppets (film)
Păpușile Muppets este un film musical de comedie din anul 2011, și primul film în 20 de ani ce are la bază serialul Păpușile Muppets. Filmul este regizat de James Bobin, este scris de Jason Segel și Nicholas Stoller, fiind produs de David Hoberman și Todd Lieberman, îi are în distribuție pe Jason Segel, Amy Adams, Chris Cooper, și Rashida Jones. Coloana sonoră a filmul este compusă de Christophe Beck, în timp ce membrul trupei Flight of the Conchords,Bret McKenzie a servit drept supervizor muzical, compunând patru din cele cinci cântece ale filmului.

## Prezentare
Muppets, cea mai amuzantă familie de păpuși din istorie, se reunește pe marile ecrane în „Păpușile Muppets”. Noua aventură începe cu Walter și Gary, doi fani împătimiți ai păpușilor Muppets, care pleacă în vacanță în Los Angeles, iar călătoria lor include și o vizită la studiourile în care s-au făcut cunoscuți idolii lor. Atunci când află că un magnat al petrolului (Tex Richman) vrea să demoleze vechiul teatru, Walter și Gary îl caută pe Kermit.
La insistențele lor, simpaticul broscoi reunește familia pentru un nou spectacol care să salveze teatrul în care au dat cele mai bune reprezentații din cariera lor. Miss Peggy se lasă cel mai greu convinsă, deoarece în acel moment era editor plus-size la Vogue - Paris și îi era mai greu să renunțe la viața ei pentru a lucra alături de vechii ei prieteni.
Păpușile Muppets au fost create în 1954-1955 de către păpușarul Jim Henson, cunoscut și pentru serialul „The Sesame Street”. Personajele Kermit the Frog, Miss Piggy, Animal, Fozzie și Gonzo sunt astăzi la fel de populare ca atunci când s-au născut. Umorul, cântecul și voia bună pe care o aduc pe micul ecran sunt potrivite pentru oamenii de toate vârstele, după cum declară David Hoberman, producătorul filmului The Muppets.

## Distribuție
- Jason Segel - Gary, fratele uman al lui Walter și un fan al păpușilor Muppets.
- Amy Adams - Mary, o profesoară de școală primară și iubita de multă vreme a lui Gary. Este, de asemenea, un mecanic foarte capabil.
- Chris Cooper - Tex Richman, principalul antagonist; un magnat lacom al petrolului care dorește să distrugă Teatrul Muppet pentru a ajunge la petrolul care se presupune că se află sub el.
- Rashida Jones - Veronica Martin, un director executiv la rețeaua CDE
- Jack Black - el însuși (necreditat)
- Zach Galifianakis - Hobo Joe, un om fără adăpost
- Jim Parsons - Walter uman
- Ken Jeong - gazdă Punch Teacher
- Alan Arkin - ghid turistic al studiourilor Muppet
- Bill Cobbs - bunicul
- Eddie Pepitone - Poștașul
- Kristen Schaal - moderator al grupului de management al furiei.
- Eddie „Piolín” Sotelo - director executiv al Univision
- Donald Glover - director executiv junior al CDE
- Sarah Silverman -  Mel's Drive-In restaurant greeter.
- Dahlia Wangort - manager FOX
- Michael Albala - director executiv al NBC
- Aria Noelle Curzon - Marge, o chelneriță de la Mel's Drive-In

### Interpreți ai păpușilor
- Steve Whitmire - Kermit Broscoiul, Beaker, Statler, Rizzo the Rat, Link Hogthrob, Lips și Muppet Newsman[10]
- Eric Jacobson - Miss Piggy, Fozzie Bear, Animal, Sam Eagle și Marvin Suggs[10]
- Dave Goelz - Gonzo the Great, Dr. Bunsen Honeydew, Zoot, Beauregard, Waldorf și Kermoot[10]
- Bill Barretta - Rowlf the Dog, Swedish Chef, Dr. Teeth, Pepé the King Prawn, Bobo the Bear, Mahna Mahna, Behemoth, Beautiful Day Monster, Gary Muppet și Lead Hobo[10][11]
- David Rudman - Scooter, Janice, Miss Poogy, Wayne, Bobby Benson și Singing Food[10]
- Matt Vogel - Floyd Pepper, Camilla the Chicken, Sweetums, '80s Robot, Lew Zealand, Uncle Deadly, Crazy Harry, Roowlf  the Dog, Janooce și Snowth[10]
- Peter Linz - Walter,[10] Mutation, Droop, Nigel, Singing Food și  Snowth; Hippie (voce)